# Свратка

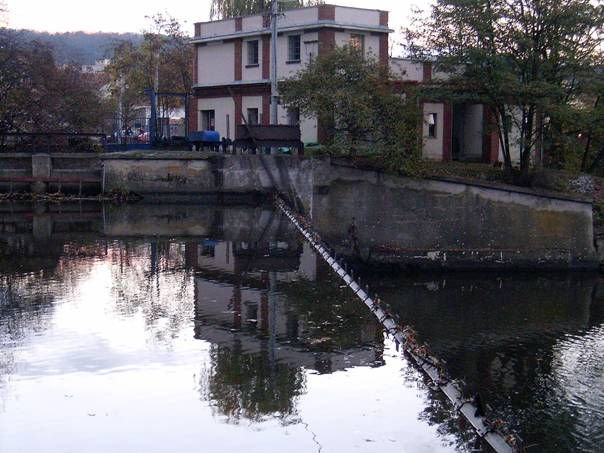

Свратка (чеш. Svratka) — река в Южноморавском крае Чешской республики. Она начинается на Чешско-Моравской возвышенности, течёт на юго-восток, возле Брно принимает в себя реку Свитава, и в нескольких километрах от Микулова впадает в реку Дие. На местном моравском диалекте река называется «Шварцава».
Длина реки составляет 173,9 км, площадь водосборного бассейна — 7112,79 км². Средний расход воды — 27,24 м³/с.
Высота истока — 771,93 м над уровнем моря. Высота устья — 162,94 м над уровнем моря.
Некоторые из притоков Свратки — реки Бобрава, Литава и Свитава.